# Liste des personnes ayant ouvert les Jeux olympiques
Cet article présente la liste des personnes ayant ouvert les Jeux olympiques au fil du temps. 
Les Jeux olympiques sont un événement sportif international majeur, regroupant les sports d'été et les sports d'hiver, auxquels des milliers d’athlètes du monde entier participent. 
Les Jeux olympiques se tiennent tous les quatre ans, les années paires, en alternant Jeux olympiques d'été et Jeux olympiques d'hiver : quatre ans entre deux éditions des Jeux olympiques d'été ou d'hiver et deux ans entre les Jeux olympiques d'été et ceux d'hiver.
Durant la cérémonie d'ouverture, le président en fonction du Comité international olympique (CIO) prononce un discours avant d'inviter un représentant du pays accueillant les jeux de déclarer officiellement ceux-ci ouverts. L'actuelle Charte olympique stipule que cette personne doit être le chef d'État du pays hôte, mais cela n'a pas toujours été le cas.

## Cérémonie d'ouverture
Après l'entrée de toutes les nations, le président du comité d'organisation fait un discours suivi du président du CIO. À la fin de son discours, il présente le représentant du pays hôte qui déclare officiellement l'ouverture des Jeux. Bien que les Jeux soient attribués à une ville en particulier et non au pays en général, la Charte olympique exige actuellement que ce représentant soit le chef d'État du pays hôte. Toutefois, il y a eu de nombreux cas où quelqu'un d'autre que le chef d'État du pays ouvre les Jeux. 
La Charte olympique prévoit que la personne désignée pour ouvrir les Jeux doit le faire en récitant selon le cas, les lignes suivantes :
- Si ce sont les Jeux de l'Olympiade : « Je déclare ouvert les Jeux de [nom de la ville hôte] célébrant la [nombre ordinal de l'Olympiade] Olympiade de l'ère moderne. »
- Si ce sont les Jeux olympiques d'hiver : « Je déclare ouvert les Jeux de [nom de la ville hôte] célébrant les [nombre ordinal des Jeux d'hiver] Jeux olympiques d'hiver. »

Avant 1936, l'ouverture officielle se composait souvent d'un discours de bienvenue avant de déclarer les Jeux ouverts. Cependant, depuis 1936, où Adolf Hitler a ouvert les Jeux olympiques d'hiver de Garmisch Partenkirchen et les Jeux olympiques d'été de Berlin, les ouvreurs utilisent la formule standard. Les éditions récentes des Jeux d'hiver ont vu une tendance à l'utilisation de la première version au lieu de la seconde, ce qui s'est passé d'ailleurs lors des Jeux olympiques d'hiver de 2002 et de 2010.
Il y a eu quatre autres exceptions à la règle :
- En 1968, le président français Charles de Gaulle ouvre les Jeux d'hiver à Grenoble avec :

« Je proclame l'ouverture des Xe Jeux olympiques d'hiver de Grenoble. »

- En 1976, Élisabeth II, en tant que reine du Canada, ouvre les Jeux de Montréal (d'abord en français puis en anglais) avec :

« Je déclare ouvert les Jeux olympiques de 1976, célébrant la XXIe olympiade de l'ère moderne. »

- En 1984, le président américain Ronald Reagan ouvre les Jeux d'été de Los Angeles avec :

« Célébrant la XXIIIe Olympiade de l'ère moderne, je déclare ouvert les Jeux olympiques de Los Angeles. »

- En 2002, le président américain George W. Bush ouvre les Jeux d'hiver à Salt Lake City introduit la formule standard d'ouverture avec :

« Au nom de la nation fière, déterminée et reconnaissante… »

## Exceptions
Si la Charte olympique stipule que le chef d'État du pays hôte doit ouvrir officiellement les Jeux, cela n'a pas été le cas à plusieurs reprises. Le premier exemple sont les Jeux de la IIe Olympiade à Paris en 1900 où il n'y a pas eu de cérémonie d'ouverture. 
Il y a cinq exemples provenant uniquement des États-Unis dans lesquels les Jeux n'ont pas été ouverts par le chef de l'État :
- En 1904, David Francis, président de l'Exposition universelle, ouvre les Jeux de Saint-Louis, personne n'ayant pensé à inviter le président Theodore Roosevelt.
- En 1932, Franklin D. Roosevelt, alors gouverneur de l'État de New York, ouvre les IIIes Jeux olympiques d'hiver à Lake Placid.
- La même année, le vice-président Charles Curtis ouvre les Jeux de la Xe Olympiade à Los Angeles en Californie en précisant qu'il le fait au nom du président Herbert Hoover.
- En 1960, le vice-président Richard Nixon est envoyé par le président Dwight Eisenhower pour ouvrir les VIIIes Jeux olympiques d'hiver à Squaw Valley en Californie.
- Enfin, en 1980, le vice-président Walter Mondale se lève au nom du président Jimmy Carter pour ouvrir les XIIIes Jeux olympiques d'hiver, également à Lake Placid.

D'autres jeux n'ont pas été ouverts par le chef d'État du pays hôte :
- Les Iers Jeux d'hiver de l'histoire se déroulant à Chamonix en France en 1924 ont été ouverts par Gaston Vidal, sous-secrétaire d'État à l'Enseignement technique.
- Les IXes Jeux d'été se déroulant en 1928 à Amsterdam aux Pays-Bas ont été ouverts par le prince consort Henri, époux de la reine Wilhelmine.
- Les VIes Jeux d'hiver qui se déroulent à Oslo en Norvège en 1952 sont ouverts par la princesse Ragnild, petite-fille du roi Haakon VII et fille du prince hériter (futur Olav V).
- Les XVIes Jeux d'été qui se déroulent en 1956 à Melbourne en Australie sont ouverts par Philip Mountbatten, duc d'Édimbourg, en tant que mari d'Élisabeth II, reine d'Australie.
- Les XVes Jeux d'hiver en 1988 à Calgary au Canada sont ouverts par Jeanne Sauvé, gouverneure générale du Canada.
- Les XXVIIes Jeux olympiques d'été qui se déroulent en 2000 à Sydney en Australie sont ouverts par William Deane, gouverneur général d'Australie.
- Les XXIes Jeux olympiques d'hiver au Canada à Vancouver sont ouverts par Michaëlle Jean, gouverneure générale du Canada.

Dans le cas des gouverneurs généraux des royaumes du Commonwealth, ils représentent le chef d'État, c'est-à-dire le monarque, en l'occurrence Élisabeth II.
À noter qu'en 2016, les Jeux de Rio de Janeiro au Brésil sont ouverts pour la première fois par un président par intérim, Michel Temer ; la présidente brésilienne en fonction, Dilma Roussef, avait été suspendue en mai 2016 en attendant une éventuelle destitution.

## Représentants ayant ouvert les Jeux olympiques
| Année | Date de l'ouverture | Jeux                 | Ville et pays hôte                | Jeux ouverts par                        | Fonction                                                      | Photo                                   |
| ----- | ------------------- | -------------------- | --------------------------------- | --------------------------------------- | ------------------------------------------------------------- | --------------------------------------- |
| 1896  | 6 avril             | Iers Jeux d'été      | Athènes, Grèce                    | Georges Ier                             | Roi des Hellènes                                              |                                         |
| 1900  | Aucune              | IIes Jeux d'été      | Paris, France                     | Pas d'ouverture officielle              | Pas d'ouverture officielle                                    | Pas d'ouverture officielle              |
| 1904  | 1er juillet         | IIIes Jeux d'été     | Saint-Louis, États-Unis           | David R. Francis                        | Président de l'Exposition universelle de 1904                 |                                         |
| 1908  | 13 juillet          | IVes Jeux d'été      | Londres, Royaume-Uni              | Édouard VII                             | Roi du Royaume-Uni                                            |                                         |
| 1912  | 6 juillet           | Ves Jeux d'été       | Stockholm, Suède                  | Gustave V                               | Roi de Suède                                                  |                                         |
| 1916  | Aucune              | VIes Jeux d'été      | Berlin, Allemagne                 | Jeux annulés (Première Guerre mondiale) | Jeux annulés (Première Guerre mondiale)                       | Jeux annulés (Première Guerre mondiale) |
| 1920  | 20 août             | VIIes Jeux d'été     | Anvers, Belgique                  | Albert Ier                              | Roi des Belges                                                |                                         |
| 1924  | 24 janvier          | Iers Jeux d'hiver    | Chamonix, France                  | Gaston Vidal                            | Sous-secrétaire d'État à l'Enseignement technique             |                                         |
| 1924  | 5 juillet           | VIIIes Jeux d'été    | Paris, France                     | Gaston Doumergue                        | Président de la République française                          |                                         |
| 1928  | 11 février          | IIes Jeux d'hiver    | Saint-Moritz, Suisse              | Edmund Schulthess                       | Président de la Confédération suisse                          |                                         |
| 1928  | 17 mai              | IXes Jeux d'été      | Amsterdam, Pays-Bas               | Henri des Pays-Bas                      | Prince consort des Pays-Bas                                   |                                         |
| 1932  | 4 février           | IIIes Jeux d'hiver   | Lake Placid, États-Unis           | Franklin Delano Roosevelt               | Gouverneur de l'État de New York                              |                                         |
| 1932  | 31 juillet          | Xes Jeux d'été       | Los Angeles, États-Unis           | Charles Curtis                          | Vice-président des États-Unis                                 |                                         |
| 1936  | 6 février           | IVes Jeux d'hiver    | Garmisch-Partenkirchen, Allemagne | Adolf Hitler                            | Führer et chancelier d'Allemagne                              |                                         |
| 1936  | 1er août            | XIes Jeux d'été      | Berlin, Allemagne                 | Adolf Hitler                            | Führer et chancelier d'Allemagne                              |                                         |
| 1940  | Aucune              | Ves Jeux d'hiver     | Sapporo, Japon                    | Jeux annulés (Seconde Guerre mondiale)  | Jeux annulés (Seconde Guerre mondiale)                        | Jeux annulés (Seconde Guerre mondiale)  |
| 1940  | Aucune              | Ves Jeux d'hiver     | Garmisch-Partenkirchen, Allemagne | Jeux annulés (Seconde Guerre mondiale)  | Jeux annulés (Seconde Guerre mondiale)                        | Jeux annulés (Seconde Guerre mondiale)  |
| 1940  | 21 septembre        | XIIes Jeux d'été     | Tokyo, Japon                      | Jeux annulés (Seconde Guerre mondiale)  | Jeux annulés (Seconde Guerre mondiale)                        | Jeux annulés (Seconde Guerre mondiale)  |
| 1940  | 20 juillet          | XIIes Jeux d'été     | Helsinki, Finlande                | Jeux annulés (Seconde Guerre mondiale)  | Jeux annulés (Seconde Guerre mondiale)                        | Jeux annulés (Seconde Guerre mondiale)  |
| 1944  | Aucune              | Ves Jeux d'hiver     | Cortina d'Ampezzo, Italie         | Jeux annulés (Seconde Guerre mondiale)  | Jeux annulés (Seconde Guerre mondiale)                        | Jeux annulés (Seconde Guerre mondiale)  |
| 1944  | Aucune              | XIIIes Jeux d'été    | Londres, Royaume-Uni              | Jeux annulés (Seconde Guerre mondiale)  | Jeux annulés (Seconde Guerre mondiale)                        | Jeux annulés (Seconde Guerre mondiale)  |
| 1948  | 30 janvier          | Ves Jeux d'hiver     | Saint-Moritz, Suisse              | Enrico Celio                            | Président de la Confédération suisse                          |                                         |
| 1948  | 29 juillet          | XIVes Jeux d'été     | Londres, Royaume-Uni              | George VI                               | Roi du Royaume-Uni                                            |                                         |
| 1952  | 14 février          | VIes Jeux d'hiver    | Oslo, Norvège                     | Ragnhild de Norvège                     | Princesse de Norvège                                          | Princess Ragnhild of Norway.jpg         |
| 1952  | 19 juillet          | XVes Jeux d'été      | Helsinki, Finlande                | Juho Kusti Paasikivi                    | Président de la Finlande                                      |                                         |
| 1956  | 26 janvier          | VIIes Jeux d'hiver   | Cortina d'Ampezzo, Italie         | Giovanni Gronchi                        | Président de la République italienne                          |                                         |
| 1956  | 22 novembre         | XVIes Jeux d'été     | Melbourne, Australie              | Philip Mountbatten                      | Duc d'Édimbourg                                               |                                         |
| 1960  | 18 février          | VIIIes Jeux d'hiver  | Squaw Valley, États-Unis          | Richard Nixon                           | Vice-président des États-Unis                                 |                                         |
| 1960  | 25 août             | XVIIes Jeux d'été    | Rome, Italie                      | Giovanni Gronchi                        | Président de la République italienne                          |                                         |
| 1964  | 29 janvier          | IXes Jeux d'hiver    | Innsbruck, Autriche               | Adolf Schärf                            | Président fédéral de la république d'Autriche                 |                                         |
| 1964  | 10 octobre          | XVIIIes Jeux d'été   | Tokyo, Japon                      | Hirohito                                | Empereur du Japon                                             |                                         |
| 1968  | 6 février           | Xes Jeux d'hiver     | Grenoble, France                  | Charles de Gaulle                       | Président de la République française                          |                                         |
| 1968  | 12 octobre          | XIXes Jeux d'été     | Mexico, Mexique                   | Gustavo Díaz Ordaz                      | Président du Mexique                                          |                                         |
| 1972  | 3 février           | XIes Jeux d'hiver    | Sapporo, Japon                    | Hirohito                                | Empereur du Japon                                             |                                         |
| 1972  | 26 août             | XXes Jeux d'été      | Munich, Allemagne de l'Ouest      | Gustav Heinemann                        | Président fédéral d'Allemagne                                 |                                         |
| 1976  | 4 février           | XIIes Jeux d'hiver   | Innsbruck, Autriche               | Rudolf Kirchschläger                    | Président fédéral de la république d'Autriche                 |                                         |
| 1976  | 17 juillet          | XXIes Jeux d'été     | Montréal, Canada                  | Élisabeth II                            | Reine du Canada                                               |                                         |
| 1980  | 13 février          | XIIIes Jeux d'hiver  | Lake Placid, États-Unis           | Walter Mondale                          | Vice-président des États-Unis                                 |                                         |
| 1980  | 19 juillet          | XXIIes Jeux d'été    | Moscou, Union soviétique          | Léonid Brejnev                          | Præsidium du Soviet suprême                                   |                                         |
| 1984  | 8 février           | XIVes Jeux d'hiver   | Sarajevo, Yougoslavie             | Mika Špiljak                            | Président de la Yougoslavie                                   |                                         |
| 1984  | 28 juillet          | XXIIIes Jeux d'été   | Los Angeles, États-Unis           | Ronald Reagan                           | Président des États-Unis                                      |                                         |
| 1988  | 13 février          | XVes Jeux d'hiver    | Calgary, Canada                   | Jeanne Sauvé                            | Gouverneure générale du Canada                                |                                         |
| 1988  | 17 septembre        | XXIVes Jeux d'été    | Séoul, Corée du Sud               | Roh Tae-woo                             | Président de la république de Corée                           |                                         |
| 1992  | 8 février           | XVIes Jeux d'hiver   | Albertville, France               | François Mitterrand                     | Président de la République française                          |                                         |
| 1992  | 25 juillet          | XXVes Jeux d'été     | Barcelone, Espagne                | Juan Carlos Ier                         | Roi d'Espagne                                                 |                                         |
| 1994  | 12 février          | XVIIes Jeux d'hiver  | Lillehammer, Norvège              | Harald V                                | Roi de Norvège                                                |                                         |
| 1996  | 19 juillet          | XXVIes Jeux d'été    | Atlanta, États-Unis               | Bill Clinton                            | Président des États-Unis                                      |                                         |
| 1998  | 7 février           | XVIIIes Jeux d'hiver | Nagano, Japon                     | Akihito                                 | Empereur du Japon                                             |                                         |
| 2000  | 15 septembre        | XXVIIes Jeux d'été   | Sydney, Australie                 | William Deane                           | Gouverneur général d'Australie                                |                                         |
| 2002  | 8 février           | XIXes Jeux d'hiver   | Salt Lake City, États-Unis        | George W. Bush                          | Président des États-Unis                                      |                                         |
| 2004  | 13 août             | XXVIIIes Jeux d'été  | Athènes, Grèce                    | Konstantínos Stephanópoulos             | Président de la République hellénique                         |                                         |
| 2006  | 10 février          | XXes Jeux d'hiver    | Turin, Italie                     | Carlo Azeglio Ciampi                    | Président de la République italienne                          |                                         |
| 2008  | 8 août              | XXIXes Jeux d'été    | Pékin, Chine                      | Hu Jintao                               | Président de la république populaire de Chine                 |                                         |
| 2010  | 12 février          | XXIes Jeux d'hiver   | Vancouver, Canada                 | Michaëlle Jean                          | Gouverneure générale du Canada                                |                                         |
| 2012  | 27 juillet          | XXXes Jeux d'été     | Londres, Royaume-Uni              | Élisabeth II                            | Reine du Royaume-Uni                                          |                                         |
| 2014  | 7 février           | XXIIes Jeux d'hiver  | Sotchi, Russie                    | Vladimir Poutine                        | Président de la fédération de Russie                          |                                         |
| 2016  | 5 août              | XXXIes Jeux d'été    | Rio de Janeiro, Brésil            | Michel Temer                            | Président de la république fédérative du Brésil (par intérim) |                                         |
| 2018  | 9 février           | XXIIIes Jeux d'hiver | Pyeongchang, Corée du Sud         | Moon Jae-in                             | Président de la république de Corée                           |                                         |
| 2021  | 23 juillet          | XXXIIes Jeux d'été   | Tokyo, Japon                      | Naruhito                                | Empereur du Japon                                             |                                         |
| 2022  | 4 février           | XXIVes Jeux d'hiver  | Pékin, Chine                      | Xi Jinping                              | Président de la république populaire de Chine                 |                                         |
| 2024  | 26 juillet          | XXXIIIes Jeux d'été  | Paris, France                     | Emmanuel Macron                         | Président de la République française                          |                                         |
| 2026  | 6 février           | XXVes Jeux d'hiver   | Milan-Cortina d'Ampezzo, Italie   |                                         |                                                               |                                         |
| 2028  | 21 juillet          | XXXIVes Jeux d'été   | Los Angeles, États-Unis           |                                         |                                                               |                                         |
| 2030  | 9 février           | XXVIes Jeux d'hiver  | Alpes françaises, France          |                                         |                                                               |                                         |
| 2032  | 23 juillet          | XXXVes Jeux d'été    | Brisbane, Australie               |                                         |                                                               |                                         |
| 2034  | 10 février          | XXVIIes Jeux d'hiver | Salt Lake City, États-Unis        |                                         |                                                               |                                         |

## Représentants ayant ouvert les Jeux olympiques de la jeunesse
Les Jeux olympiques de la jeunesse (JOJ) sont réservés aux athlètes âgés de 14 à 18 ans. Ils ont été créés par le Comité international olympique (CIO) en 2007. Les JOJ ont lieu tous les quatre ans, en alternance été / hiver comme les Jeux olympiques, mais en décalage de deux années avec ces derniers. Les premiers JOJ d'été se sont déroulés en 2010 et les premiers JOJ d'hiver en 2012. Après avoir un temps envisagé de décaler dès 2023 les Jeux olympiques de la jeunesses à des années non olympiques pour leur donner une plus grande visibilité, le CIO a finalement décidé en février 2018 de maintenir cette compétitions aux années paires. 
| Année | Date d'ouverture | Jeux               | Ville et pays hôte      | Jeux ouverts par    | Fonction                                      | Photo |
| ----- | ---------------- | ------------------ | ----------------------- | ------------------- | --------------------------------------------- | ----- |
| 2010  | 14 août          | Iers Jeux d'été    | Singapour, Singapour    | Sellapan Ramanathan | Président de Singapour                        |       |
| 2012  | 13 janvier       | Iers Jeux d'hiver  | Innsbruck, Autriche     | Heinz Fischer       | Président fédéral de la république d'Autriche |       |
| 2014  | 16 août          | IIes Jeux d'été    | Nankin, Chine           | Xi Jinping          | Président de la république populaire de Chine |       |
| 2016  | 12 février       | IIes Jeux d'hiver  | Lillehammer, Norvège    | Harald V            | Roi de Norvège                                |       |
| 2018  | 6 octobre        | IIIes Jeux d'été   | Buenos Aires, Argentine | Mauricio Macri      | Président de la Nation argentine              |       |
| 2020  | 9 janvier        | IIIes Jeux d'hiver | Lausanne, Suisse        | Simonetta Sommaruga | Présidente de la Confédération suisse         |       |
| 2024  | 19 janvier       | IVes Jeux d'hiver  | Gangwon, Corée du Sud   | Yoon Suk-yeol       | Président de la république de Corée           |       |
| 2026  |                  | IVes Jeux d'été    | Dakar, Sénégal          |                     |                                               |       |

## Représentants ayant ouvert les Jeux olympiques intercalaires
Les Jeux olympiques intercalaires de 1906 sont organisés par la Grèce en 1906 pour célébrer le dixième anniversaire de la rénovation des Jeux olympiques. Ils sont organisés initialement comme les IIes Jeux olympiques à Athènes, en présence et avec l'accord de tout le mouvement olympique, constituant un succès sportif évident. Cependant, ils sont ultérieurement qualifiés de Jeux intérimaires ou intercalaires en raison de la position de Pierre de Coubertin et du Comité international olympique, qui en 1946 ne les reconnaît plus comme ayant été officiels.
| Année | Date d'ouverture | Jeux          | Ville et pays hôte | Jeux ouverts par | Fonction         | Photo |
| ----- | ---------------- | ------------- | ------------------ | ---------------- | ---------------- | ----- |
| 1906  | 22 avril         | Intercalaires | Athènes, Grèce     | Georges Ier      | Roi des Hellènes |       |

## Remarques
Quatre personnes ont ouvert les Jeux olympiques plus d'une fois, en l'occurrence deux fois :
- Adolf Hitler, Führer et chancelier d'Allemagne, a ouvert les IVes Jeux d'hiver à Garmisch-Partenkirchen le 6 février 1936 puis les XIes Jeux d'été à Berlin le 1er août 1936.
- Giovanni Gronchi, président de la République italienne, a ouvert les VIIes Jeux d'hiver à Cortina d'Ampezzo le 26 janvier 1956 puis les XVIIes Jeux d'été à Rome le 25 août 1960.
- Hirohito, empereur du Japon, a ouvert les XVIIIes Jeux d'été le 10 octobre 1964 à Tokyo au Japon puis les XIes Jeux d'hiver le 3 février 1972 à Sapporo.
- Élisabeth II a ouvert les XXIes Jeux d'été à Montréal le 17 juillet 1976 en tant que reine du Canada. Le 27 juillet 2012, elle ouvre les XXXes Jeux d'été se déroulant à Londres en tant que reine du Royaume-Uni. Elle est ainsi la seule personne à avoir ouvert des Olympiades dans deux pays différents.

Deux personnes ont ouvert d'une part les Jeux olympiques et d'autre part une déclinaison des Jeux :
- Georges Ier, roi des Hellènes, a ouvert les Iers Jeux olympiques d'été de l'ère moderne se déroulant à Athènes le 6 avril 1896, puis le 22 avril 1906, il ouvre au même endroit les Jeux olympiques intercalaires, organisés pour célébrer le 10e anniversaire de la renaissance des Jeux, mais plus reconnus officiellement.
- Harald V, roi de Norvège, a ouvert le 12 février 1994 les XVIIes Jeux d'hiver à Lillehammer. Le 12 février 2016, il ouvre les IIes Jeux d'hiver de la jeunesse dans la même ville.

La princesse Ragnhild de Norvège est la première femme à avoir ouvert des Jeux olympiques, en l'occurrence les VIes Jeux d'hiver en 1952 à Oslo en Norvège. La reine Élisabeth II est la première femme à avoir ouvert des Jeux d'été, à savoir les XXIes Jeux se déroulant à Montréal au Canada en 1976.
En outre, bien qu'elle n'ait ouvert personnellement que deux éditions des Jeux, Élisabeth II a été le chef d'État officiel du pays hôte de six rendez-vous olympiques en sa qualité de reine du Royaume-Uni, d'Australie et du Canada, à savoir les XVIes Jeux d'été à Melbourne (1956), les XXIes Jeux d'été à Montréal (1976), les XVes Jeux d'hiver à Calgary (1988), les XXVIIes Jeux d'été à Sydney (2000), les XXIes Jeux d'hiver à Vancouver (2010) et les XXXes Jeux d'été à Londres (2012).